# 关键任务
关键任务是指一个系统（设备，过程，进程，程序等）中只要失败就会导致商业运行的失败的要素。这就是说，它对于一个组织的“任务”或日常业务及运作很关键。